# フォクトレンダーのカメラ製品一覧
フォクトレンダーのカメラ製品一覧（フォクトレンダーのカメラせいひんいちらん）は、フォクトレンダーが製造したカメラ製品の一覧である。

## オーストリア・ドイツ時代のカメラ製品一覧

### ファインダー
特徴的な製品として以下の2種がある。
- ターニット3（Turnit 3 ） - ヴィテッサT、プロミネント35I用に販売された。35mm、50mm、100mmを切り替えられる他135mmのカブセ式枠がある。アクセサリーシューに取り付けて使用する[1]。
- コンツール（Kontur ） - 覗くと真っ暗で、枠だけが見える。両目を開けたまま片目でファインダーを覗くと片目で見える景色にフレームが浮き出して見える[2][3]。ライカ判35mm用、6×6判用がある。